# Giorgio Rubino
Giorgio Rubino (Roma, 15 aprile 1986) è un ex marciatore italiano.

## Biografia
Il suo primo sport è stato il calcio, mentre con l’atletica ha cominciato a fine ’98 chiamato dall’ex marciatore Patrizio Parcesepe che lo aveva notato in una gara studentesca di mezzofondo.
Dopo due mesi di allenamento allo stadio della Stella Polare di Ostia ha scelto la marcia.
Si è rivelato a livello internazionale sfiorando il podio ai Mondiali allievi di nel 2003. Ottavo agli Europei di Göteborg 2006, è stato quinto ai  Mondiali di Osaka 2007, quarto a quelli successivi di  Berlino 2009, piazzamento poi diventato terzo per la squalifica del russo Borčin, e quinto agli Europei di Barcellona 2010 . Allenato da Sandro Damilano a Saluzzo fino ai Giochi di Londra, si è poi trasferito a Siracusa sotto la guida prima di Dario Privitera e poi di Alessandro Garozzo. Dal novembre 2016 è stato seguito da Giovanni De Benedictis a Pescara, quindi dal gennaio 2020 da Massimo Passoni a Livorno ed infine nuovamente da Giovanni de Benedictis a Pescara. 

## Migliori prestazioni[1]

### 20 km marcia
| #  | Tempo    | Sede           | Data       |
| -- | -------- | -------------- | ---------- |
| 1  | 1h19'37" | Rio Maior      | 05-04-2009 |
| 2  | 1h19'50" | Berlino        | 14-08-2009 |
| 3  | 1h20'10" | Taicang        | 30-03-2012 |
| 4  | 1h20'44" | Dublino        | 26-06-2011 |
| 5  | 1h20'44" | Taicang        | 04-05-2014 |
| 6  | 1h20'47" | Londra         | 13-08-2017 |
| 7  | 1h20'59" | La Coruña      | 08-06-2019 |
| 8  | 1h21'07" | Poděbrady      | 13-04-2013 |
| 9  | 1h21'17" | Leamington Spa | 20-05-2007 |
| 10 | 1h21'30" | Formia         | 18-03-2007 |

## Palmarès
| Anno | Manifestazione          | Sede       | Evento       | Risultato | Prestazione | Note                                     |
| ---- | ----------------------- | ---------- | ------------ | --------- | ----------- | ---------------------------------------- |
| 2003 | Mondiali allievi        | Sherbrooke | Marcia 20 km | 4º        | 43'00"37    |                                          |
| 2004 | Mondiali junior         | Grosseto   | Marcia 20 km | 10º       |             |                                          |
| 2005 | Europei junior          | Kaunas     | Marcia 20 km | Bronzo    | 40'46”95    |                                          |
| 2006 | Europei                 | Göteborg   | Marcia 20 km | 8º        | 1h22'34"    |                                          |
| 2007 | Mondiali                | Osaka      | Marcia 20 km | 5º        | 1h23'39"    |                                          |
| 2008 | Giochi olimpici         | Pechino    | Marcia 20 km | 18º       | 1h22'11"    |                                          |
| 2009 | Giochi del Mediterraneo | Pescara    | Marcia 20 km | Argento   | 1h22'34"    |                                          |
| 2009 | Mondiali                | Berlino    | Marcia 20 km | Bronzo    | 1h19'50"    |                                          |
| 2010 | Europei                 | Barcellona | Marcia 20 km | 4º        | 1h22'12"    |                                          |
| 2011 | Mondiali                | Taegu      | Marcia 20 km | dq        | dq          |                                          |
| 2012 | Giochi olimpici         | Londra     | Marcia 20 km | 42º       | 1h25'28"    |                                          |
| 2013 | Mondiali                | Mosca      | Marcia 20 km | 27º       | 1h25'42"    |                                          |
| 2014 | Europei                 | Zurigo     | Marcia 20 km | 7º        | 1h22'07"    |                                          |
| 2015 | Mondiali                | Pechino    | Marcia 20 km | 20º       | 1h23'23''   |                                          |
| 2017 | Mondiali                | Londra     | Marcia 20 km | 16º       | 1h20'47"    | Miglior prestazione personale stagionale |
| 2018 | Europei                 | Berlino    | Marcia 20 km | dq        | dq          |                                          |

## Altre competizioni internazionali
Coppa del mondo
- DSQ  Naumburg 2004 - Marcia 10 km junior
- 17º  La Coruña 2006 - Marcia 20 km
- 20º  Saransk 2012 - Marcia 20 km
- 20º  Taicang 2014 - Marcia 20 km
- DNF  Roma 2016 - Marcia 20 km
- 17º   Taicang 2018 - Marcia 20 km

Coppa Europa
- 13º  Čeboksary 2003 - Marcia 10 km junior
- Miskolc 2005 - Marcia 10 km junior
- 10º  Royal Leamington Spa 2007 - Marcia 20 km
- Metz 2009 - Marcia 20 km
- 4º  Olhão 2011 - Marcia 20 km
- 13º  Dudince 2013 - Marcia 20 km
- 11º   Murcia 2015 - Marcia 20 km
- 8º   Poděbrady 2017 - Marcia 20 km